# Museo Gaselec de la Electricidad
El Museo Gaselec de la Electricidad y de la Industria es un museo de la ciudad española de Melilla. Está situado en la calle Comandante García Morato, 3.

## Historia
En 1997 el presidente de la creada en 1913 como Compañía Hispano-Marroquí de Gas y Electricidad y en el 2003 renombrada como compañía Melillense de Gas y Electricidad, GASELEC, Gustavo Cabanillas, funda el Museo de la Industria y la Electricidad, que a partir del 2004 se integran en la Fundación Gaselec.

## Secciones
Consta de las siguientes secciones: La sala Técnica y almacén, La Oficina, con mobiliario de principios de siglo, y el Museo de la Industria, con la forja de la compañía.